# Pierre Froesch
Pierre Froesch (* 1972 in Baesweiler) ist ein deutscher Politiker (CDU) und hauptamtlicher Bürgermeister der Stadt Baesweiler in der Städteregion Aachen.

## Leben und Wirken
Froesch wuchs in Baesweiler auf und besuchte dort die Katholische Grundschule Oidtweiler. Anschließend legte er im Jahr 1991 die Abiturprüfung am Gymnasium Baesweiler ab und leistete im Anschluss Zivildienst ab.
In den Jahren 1992 bis 1995 absolvierte Froesch an der Fachhochschule für Verwaltung in Köln ein Duales Studium als Diplom-Verwaltungswirt (FH) und schloss dieses mit Prädikatsexamen ab.
Danach arbeitete er von 1995 bis 2000 beim Amt für soziale Angelegenheiten und Wohnungswesen, wurde erster Jugendbeauftragter der Stadt Baesweiler und war Verantwortlicher für die „Woche der Jugend“ sowie das Kinder- und Jugendparlament der Stadt. Von 2000 bis 2009 war er stellvertretender Leiter des Amtes für Schule, Sport, Kultur und Partnerschaft, in dem er sich speziell für die Erhaltung kleiner Schulen sowie für die Förderung des Ehrenamtes einsetzte. Seit dem Jahr 2009 ist Pierre Froesch Leiter des Ordnungsamtes der Stadt Baesweiler. Darüber hinaus war er von 2006 bis 2020 Vorsitzender des Personalrates und wurde vier Mal mit deutlichem Ergebnis gewählt.
Seit 2020 ist Froesch als Nachfolger von Willi Linkens Bürgermeister der Stadt Baesweiler.
Pierre Froesch ist verheiratet und hat eine Tochter.

## Soziale Medien
Froesch verfügt über einen Facebook- sowie über einen Instagram-Account, über den er zu seinen Bürgern spricht. Er ist der erste Bürgermeister Baesweilers, der aktiv in sozialen Medien ist und so vor allem die junge Bevölkerungsgruppe anspricht.